# سوفي هوارد
سوفي هوارد (بالألمانية: Sophie Howard)‏ (17 سبتمبر 1993 بهاناو في ألمانيا - ) هي لاعبة كرة قدم ألمانية في مركز الدفاع. شاركت مع منتخب ألمانيا تحت 20 سنة للسيدات لكرة القدم. أما مع النوادي، فقد لعبت مع كولورادو رابيدز وTSG 1899 Hoffenheim (women) ‏.

## وصلات خارجية
- سوفي هوارد على موقع الاتحاد الدولي (مؤرشف)  (الإنجليزية)
- سوفي هوارد على موقع الاتحاد الأوربي (الإنجليزية)
- سوفي هوارد على موقع الاتحاد الإسكتلندي (الإنجليزية)
- سوفي هوارد على موقع قاعدة بيانات كرة القدم.إي يو (الإنجليزية)
- سوفي هوارد على موقع Soccerway.com (الإنجليزية)
- سوفي هوارد على موقع عالم كرة القدم.نت (الإنجليزية)